# Georg Rose

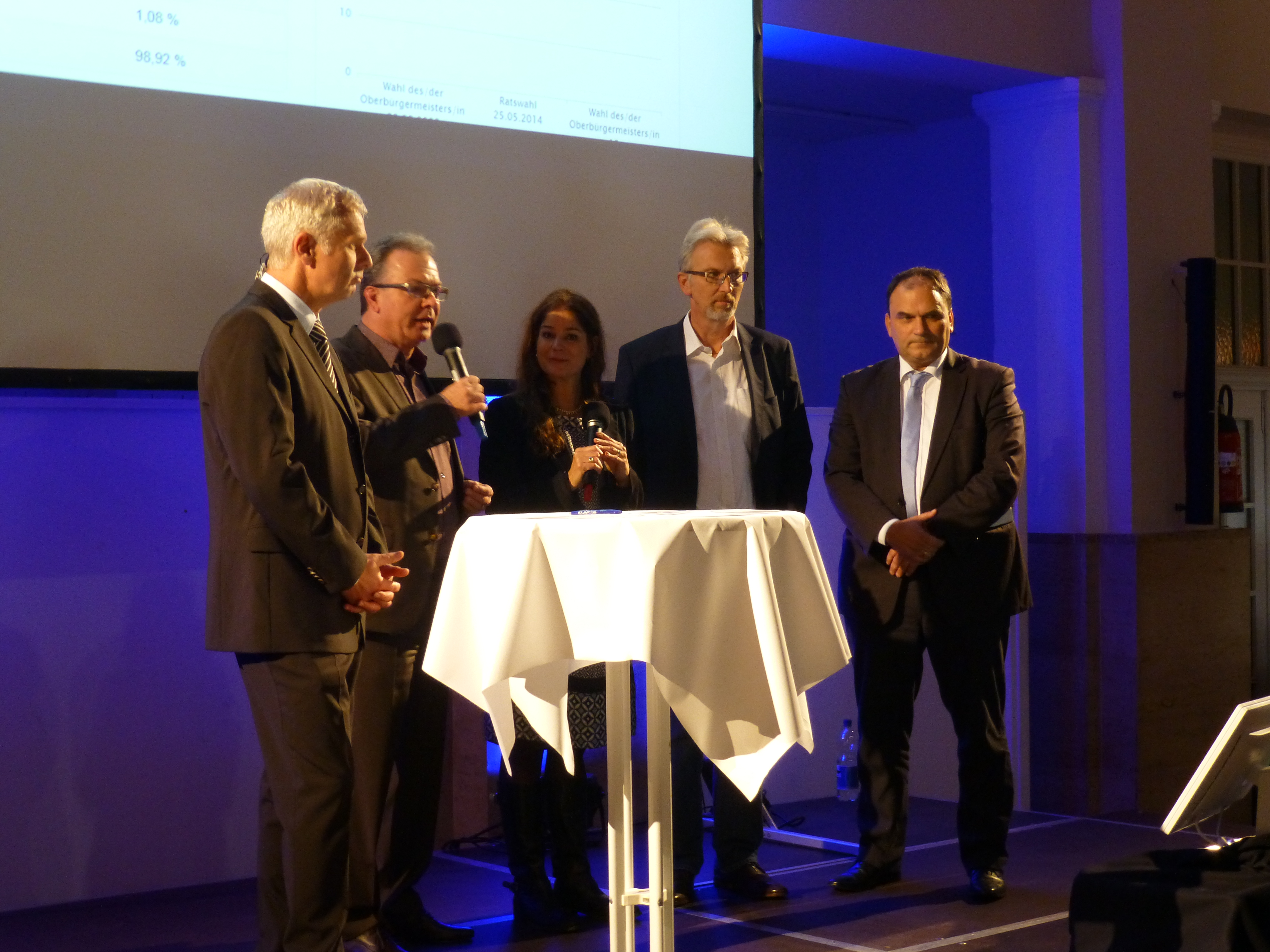
Wahlparty zur Wahl des Oberbürgermeisters am 13. September 2015 im Lichthof des Rathauses Wuppertal. Angela Wegener (Moderation) mit Vertretern der Medien: Hartmut Glittenberg (WDR), Georg Rose (Radio Wuppertal), Hendrik Walder (Wuppertaler Rundschau) und Lothar Leuschen (Westdeutsche Zeitung).

Georg Rose (* 23. Oktober 1960 in Münster) ist ein deutscher Journalist.
Er studierte in Freiburg im Breisgau und an der Westfälischen Wilhelms-Universität in Münster Geographie, Politik und Anglistik. Parallel dazu erhielt er eine studienbegleitende journalistische Ausbildung als Stipendiat beim Institut zur Förderung publizistischen Nachwuchses e.V. (ifp, München). Nebenher arbeitete er als freier Mitarbeiter unter anderem für die Tageszeitung Südkurier (Konstanz) und den Südwestfunk.  Am Beginn seiner beruflichen Laufbahn war er 1979 als freier Mitarbeiter der Münsterschen Zeitung tätig. 1984 bis 1988 war er fester freier Mitarbeiter im WDR-Landesstudio Münster (Hörfunk und TV).
1988 wurde Georg Rose Programmchef des Lokalsenders RMB-Radio in Waiblingen. Danach war er Programmchef beim Regionalsender Radio RT4 in Reutlingen, Chefredakteur bei Antenne Thüringen in Weimar und bei Radio Kiepenkerl im Kreis Coesfeld. Er ist seit 1997 Chefredakteur von Radio Wuppertal, dem privaten Radiosender für die Stadt Wuppertal.

## Auszeichnungen
2002 erhielt Georg Rose den Journalistenpreis vom Bund der Steuerzahler Deutschland für die Berichterstattung im GWG-Skandal und in der „Kremendahl-Affäre“. Im gleichen Jahr erhielt er den NRW-Hörfunkpreis der Landesanstalt für Medien in der Kategorie Kommunalpolitik für seine Beiträge zur „Kremendahl-Affäre“.